# Оклагија
Оклагија је кухињска алатка цилиндричног облика која се најчешће користи за обликовање тијеста.

## Врсте оклагија
Постоје два основна облика оклагија: облик ваљка и штапа (батине). Оклагије у облику ваљка на својим крајевима имају танка сужења у виду ручица, док оклагије у облику штапа немају ручице, већ се ради о кратким глатким штаповима. Облик зависи од намјене оклагије.
Штапасте оклагије се најчешће праве од дрвета, док је штап најчешће пречника 2-3 центиметра. Дуже су од ваљкастих оклагија и могу бити дуге и до један метар. Тијесто се њима обликује притскањем оклагије длановима и прелажењем преко тијеста. Ради лакшег руковања понекад су сужене на једном или на оба краја. Овакве оклагије се већином користе у источној Азији, Француској и на Балкану.
И ваљкасте оклагије су најчешће од дрвета, а пречник ваљка је 7-8 центиметара, док је им дужина обично до 80 центиматара. Ове оклагије се користе притскањем по ручицама и прелажењем преко тијеста. У земљама западне Европе и Сјеверне Америке је много чешћи овај тип оклагија.
Неке оклагије немају равну површину да би остављале траг у тијесту при прављењу посебних врста пецива и хљебова.
У јужној Азији се оклагије (belan) користе са равном даском (chakla) при прављењу чапатија. Изумљени су и модерни електрични уређаји за прављење тортиље који комбинују функције оклагије, даске и таве.

## Материјали
Поред јеловог или буковог дрвета за израду оклагија се користе и: стакло, керамика, полиакрил, бакелит, бакар, месинг, алуминијум, силикон, нерђајући челик, мермер и пластика. Неке оклагије су шупље и пуне се водом да би биле ефикасније, док се оклагије од мермера држе у фрижидеру да би биле стално хладне за потребе прављења лиснатог тијеста.